# 汪曾祺
汪曾祺（1920年3月5日—1997年5月16日），男，江苏高邮人。中国当代作家、散文家、剧作家。以短篇小说、散文和样板戏闻名。被视为京派作家，亦被视为里下河文学流派的创始人，被誉为是“中国最後一个纯粹的文人”，“中国最後一个士大夫”。

## 生平

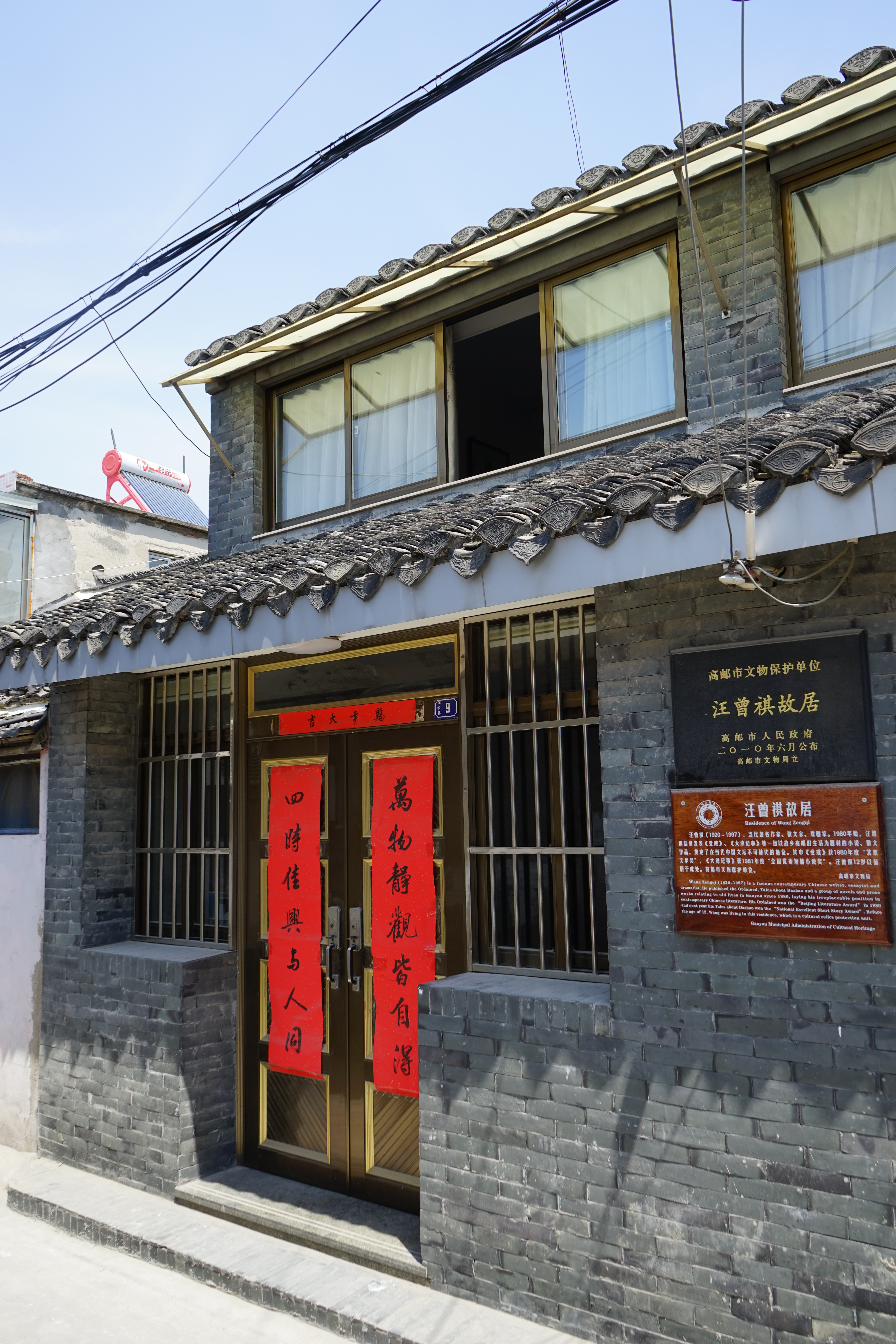
高邮汪曾祺故居

1920年生于江苏高邮的一个地主家庭。1926年进入县立第五小学学习，1932年进入高邮县初中学习（现高邮市汪曾祺学校），1935年考入江阴市南菁中学。
1939年考入西南联合大学（昆明）中文系。1940年开始小说创作，发表《小学校的钟声》和《复仇》等。沈从文时任西南联大中文系教授，曾指导汪曾祺写作。
1943年大学肄业后，在昆明、上海任中学国文教员，出版小说集《邂逅集》。1947年在上海发表短篇小说《鸡鸭名家》。1948年赴北平，失业半年，后经沈从文推荐任职于历史博物馆。不久，参加中国人民解放军，随第四野战军工作团南下，在武汉参加文教单位的接管工作，被派往一所女子中学任教。1950年调北京市文联、中国民间文学研究会，先后担任《北京文艺》、《说说唱唱》、《民间文学》编辑。在此期间，1951年曾（短期）到江西进贤县参加土改。1956年发表京剧剧本《范进中举》。1958年被划为右派，下放到张家口地区一个农业科学研究所劳动改造。1962年，调北京京剧团任编剧。1963年，参加京剧现代戏《沙家浜》（《芦荡火种》）的改编。同年，出版儿童小说集《羊舍的夜晚》。文革中还参加了“样板戏”《沙家浜》的定稿。
1979年，重新开始创作。在80年代以后，进入创作高潮，发表《受戒》、《大淖记事》等许多描写民国时期苏北乡土民情的小说，引起了文坛的轰动。1982年，汪曾祺新作不断。1983年，汪曾祺的创作更趋活跃，在全国各地发表小说、散文、评论等近20篇。1985年，在年初结束的中国作家协会第四届全国代表大会上汪曾祺当选为理事。1996年12月，在中国作家协会第五次全国代表大会上被推选为顾问。1997年5月病逝于北京。

## 主要作品

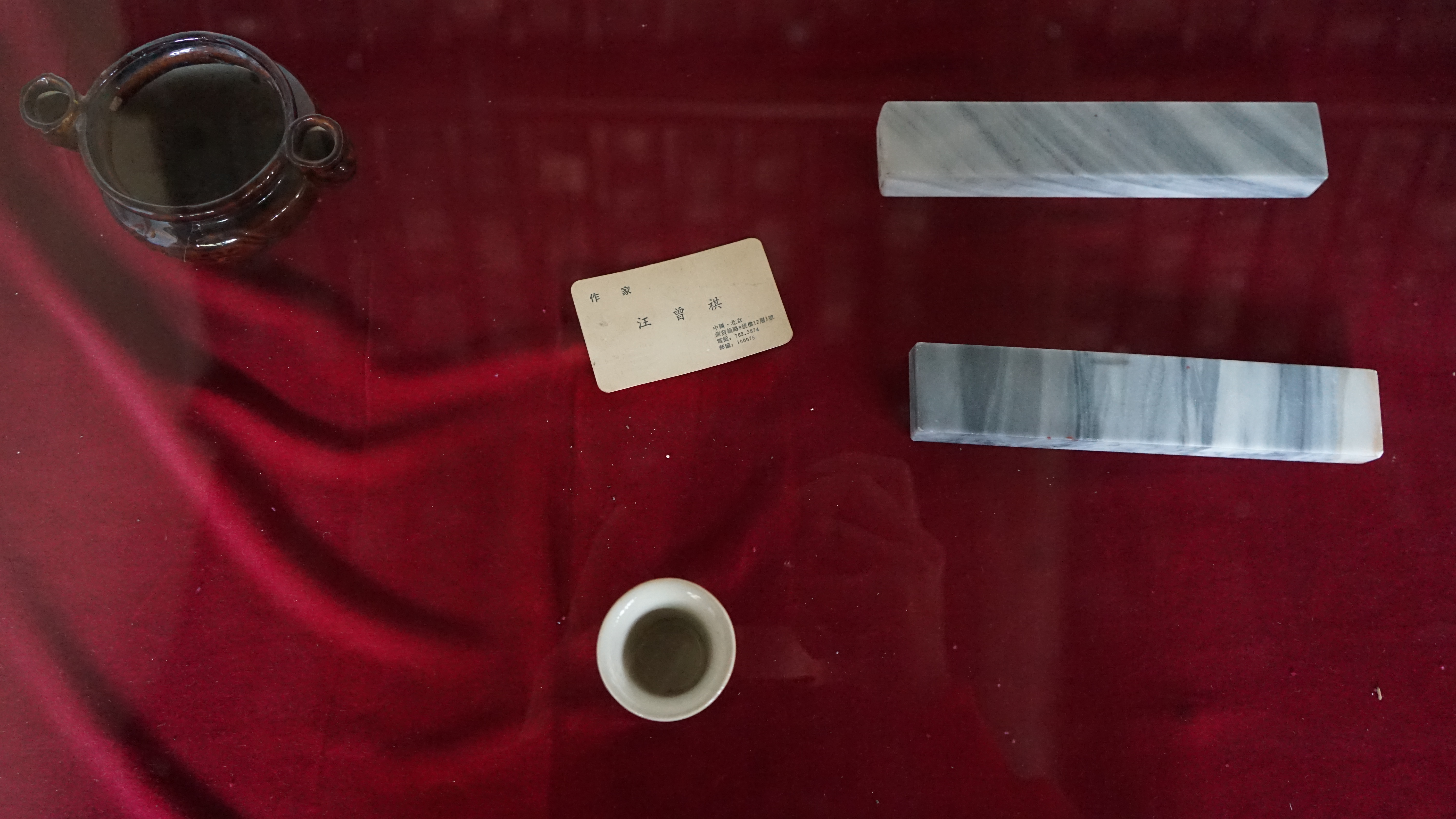
汪曾祺遗物

### 短篇小说
- 《昆明的雨》
- 《大淖记事》[3]
- 《鸡鸭名家》
- 《异秉》
- 《皮凤三楦房子》
- 《岁寒三友》
- 《云致秋行状》
- 《讲用》
- 《故里三陈》
- 《水蛇腰》
- 《徙》
- 《复仇》
- 《羊舍一夕》（又名：《四个孩子和一个夜晚》）

### 小说集
- 《邂逅集》
- 《晚饭花集》
- 《孤蒲深处》
- 《矮纸集》

### 散文集
- 《逝水》
- 《蒲桥集》
- 《茱萸集》
- 《人间草木》
- 《旅食小品》
- 《初访福建》
- 《汪曾祺小品》[4]
- 《谈师友》2007年8月第一版

### 文学评论集
- 《晚翠文谈》

### 剧本
- 《沙家浜》（主要作者）
- 《范进中举》

### 艺术小品集
- 《汪曾祺：文与画》

### 文集
- 《汪曾祺自选集》（1987年）
- 《汪曾祺文集》（共四卷，1993年）
- 《汪曾祺全集》（共八卷，1998年）

## 评价
汪曾祺在创作上主张回到现实主义、表现民族传统、表达纯真、自然的情感。他的小说大都取材民情风俗、日常生活，语言自然、活泼；文风清新、质朴；意境优雅、唯美。他的散文刻画民俗、民风，形象、生动，蕴涵着对民族文化传统的深切情感。他说，“风俗是一个民族集体创作的抒情诗，它反映了一个地方的人民对生活的挚爱，对活着所感到的欢愉”。他的作品对乡土文学、寻根文学有很大影响。他的代表作，短篇小说《受戒》和《大淖记事》，开创了“80年代中国小说新格局”。
汪曾祺一生经历了无数苦难和挫折，受过各种不公正待遇，尽管如此，他始终保持平静旷达的心态，并且创造了积极乐观诗意的文学人生。贾平凹在一首诗中这样评价汪曾祺：“是一文狐，修炼成老精”。

## 纪念
汪曾祺华语小说奖是由中国作家协会《小说选刊》杂志社、辽宁省作家协会、江苏省高邮市人民政府主办的华语小说奖项，以中国当代作家汪曾祺的名字命名，2017年颁发第一届。
2018年，高邮市赞化中学（原高邮中学初中部，即原高邮县初中）为纪念校友汪曾祺改名为高邮市汪曾祺学校。
2020年5月18日汪曾祺纪念馆建成开馆。

## 家族

### 至親
祖父汪家勋
- 大伯父汪广生[9]
  - 堂兄汪曾浚、堂弟汪曾炜[9]
  - 堂姐汪璧、汪藻[10]
- 二伯父汪長生，汪曾祺愛續於其遺孀（？－1923年）[9]
- 父亲汪菊生（1897年－1959年）[11]是一位开明的儒生，一生結婚三次；[12]
- 生母杨氏生了二女一男：
  - 妻子施松卿（1918年3月15日－1998年[13]）是西南联大西语系毕业，1939年曾就讀於物理系1年，后就职于新华社，任对外部特稿组高级记者。
    - 長子汪朗1951年生[14]，就职于《经济日报》
      - 孫女汪卉[15]

    - 長女汪明（1953年4月21日－2020年11月25日）[16][17]、小女汪朝1954年生[14][16]
      - 外孫女齊方[16]

  - 姐姐汪巧纹（約1917年[9]－約2004年），87歲去世，姐夫韩仁友[10]
  - 妹妹汪曉纹（1923年[9]－1958年），妹夫赵怀义，生三子，76歲去世[10]
    - 赵京育等兄弟三人[10]
- 1927年父親續弦繼母张氏[9]，生了二男一女：[10]
  - 異母弟汪海同、汪海洋[10]
  - 異母妹瑞紋，妹夫陈立茂[10]

- 繼母任氏生了二男三女：[11]
  - 異母弟汪海珊、汪海容（文革時餓死）[11]
  - 異母妹汪麗纹，退休護士，妹婿金家渝[10]
  - 異母妹汪錦纹，妹夫赵怀义，生兩女[10]
  - 異母妹汪绫纹，再嫁唐述志，唐原有二女[10]
    - 同前妹夫生兩名侄兒[10]

- 未知：
  - 異母弟汪曾祥[12]
    - 侄兒汪斌和汪明[12]
    - 侄女汪其芳[12]

### 姻親
- 大伯岳父，唱戲為生[18]
  - 堂舅子施长水（施松卿為其堂妹[19]），就職於法院
    - 堂外甥施行，解放軍退伍，佩庆，退休醫生
    - 堂外甥施祖光
- 岳父施成灿，行三，在馬來亞（今馬來西亞）北部吉蘭丹小镇道北鎮的诊所行醫，1916年倡议民办育智華小[20]
  - 舅子施長祥
    - 外甥施祖华、祖興、祖才
    - 外甥女施美珍、美華
    - 義外甥女施美玲

  - 三姨子施竹青，上海瑞金医院小儿科主任、教授，連襟章增和
    - 外甥章小冬

  - 另有兩名姨子[19]